# Hygelac

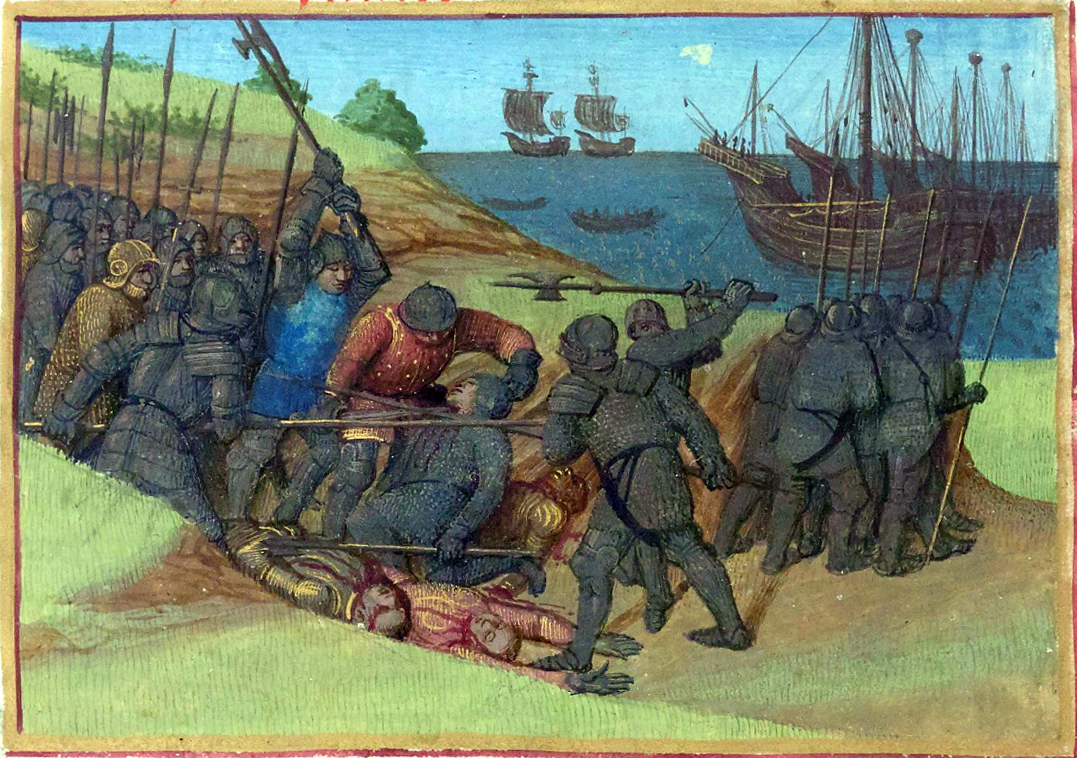
Batalla entre francos y hombres del norte en 515 d. C.

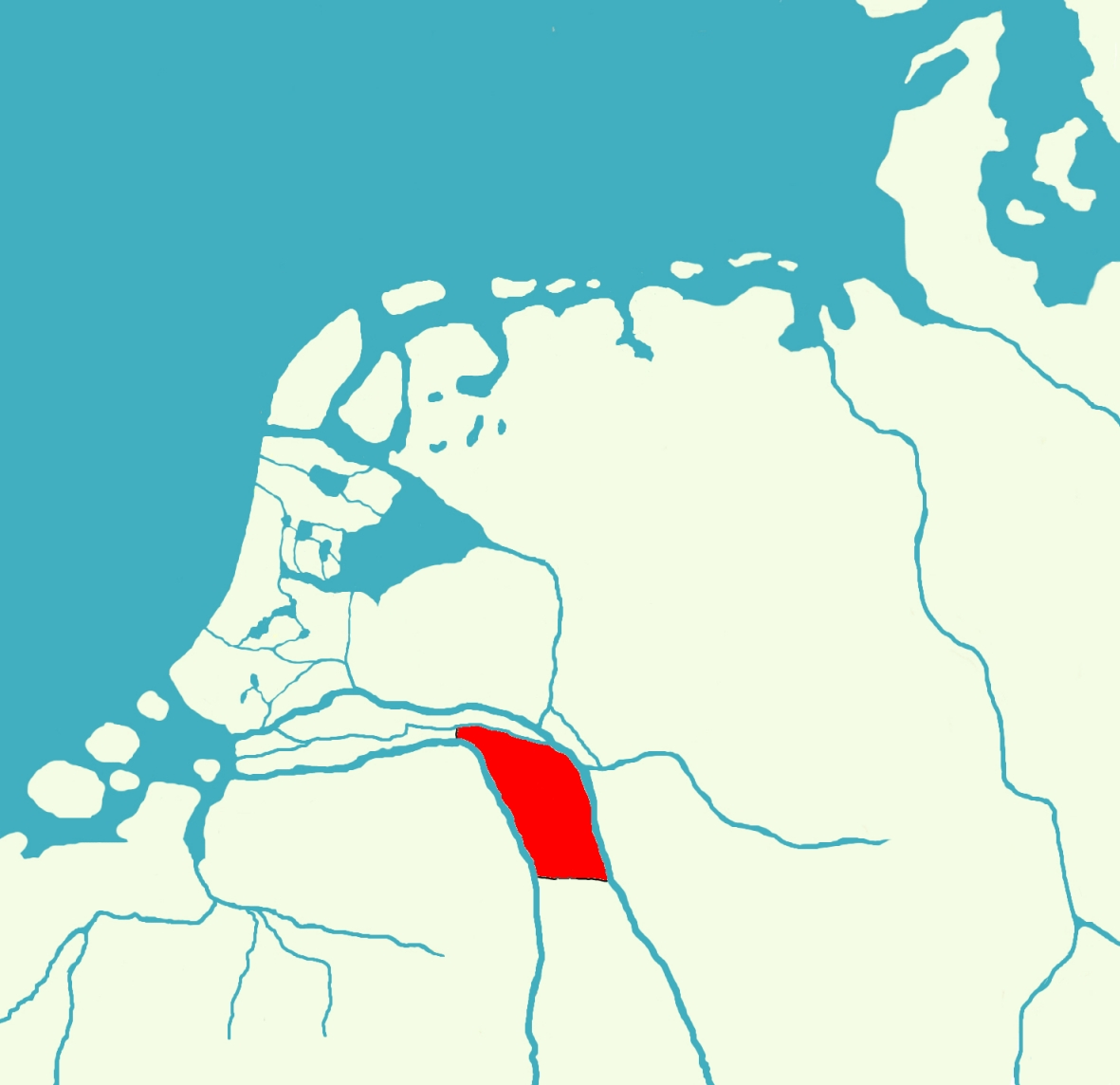
Hettergouw en el bajo Rin, habitado por los Attoarii (o Hetware), que mataron a Hygelac según el poema Beowulf, línea 2916.

Hygelac (inglés antiguo: Hygelāc; nórdico antiguo: Hugleikr; protogermánico: Hugilaikaz; latín: Chlochilaicus) (m. circa 516) fue un rey de los gautas en la Era de Vendel (siglo VI) según el poema Beowulf. Hijo de Hrethel y hermano de Herebeald y Haethcyn, su hermana se casó con Ecgtheow y ambos tuvieron un hijo, Beowulf. Hygelac casó con Hygd y tuvieron un hijo llamado Heardred, y también una hija cuyo nombre no se menciona en las fuentes escritas, casó con Eofor. Cuando el hermano de Hygelac, Haethcyn luchaba contra los suiones, Hygelac llegó un día tarde para salvar a su hermano en Hrefnesholt pero pudo rescatar a los guerreros gautas supervivientes que estaban siendo asediados por el rey Ongentheow. Los suiones se refugiaron en la fortaleza de una colina pero fue asaltada por los gautas y Eofor mató a su rey. Tras la muerte de su hermano, Hygelac ascendió al trono gauta. Durante una incursión al territorio de Frisia, Hygelac murió en batalla y le sucedió Heardred. 
La incursión en Frisia capacitó a Nikolai Frederik Severin Grundtvig, el primer traductor de Beowulf a una lengua moderna, Bjovulfs Drape (1820), a fechar la muerte de Hygelac hacia 516 ya que el cronista Gregorio de Tours recogió el evento durante el reinado del rey danés Chlochilaicus. En las fuentes contemporáneas, aparece Hygelac liderando las invasiones del norte al Imperio Franco durante el reinado de Teodorico I a principios del siglo VI, y murió por una fuerza militar que le hizo frente capitaneada por Teodeberto, hijo del rey de los francos.
Mientras Gregorio le llama rey de los daneses, en el anónimo Liber Monstrorum se le denomina rey de los gautas (rex Getarum) y en Liber historiae Francorum rey de los godos (rege Gotorum).
Hay dos teorías sobre como las citas de Chlochilaicus se conservaron en la épica Beowulf, y la fecha asignada al poema, que puedo ser una composición del siglo VIII aunque algunos historiadores sugieren que no fue antes del siglo X. Una visión sugiere que el poema se basa en Liber historiae Francorum (727), ya que menciona la tribu de los attoarii, que en Beowulf se llaman Hetware. Un historiador considera que es inconcebible que una tradición oral independiente se haya transmitido de una forma literal y fidedigna con tanto detalle. Walter Goffart estimó que Beowulf no se pudo escribir con estos detalles históricos antes de 923.